# Genie und Schnauze
Genie und Schnauze ist eine britische Filmkomödie aus dem Jahr 1988, die die berühmten Kriminalfilme um den englischen Meisterdetektiv Sherlock Holmes und seinen Gefährten Dr. Watson parodiert.

## Handlung
Dr. John Watson ist ein begnadeter Kriminalist, der mit kühlem Verstand die schwierigsten Kriminalfälle Londons löst. Um dennoch in ein angesehenes Ärztekolleg berufen werden zu können, erfindet er die Figur des genialen Detektivs Sherlock Holmes und engagiert den heruntergekommenen Schauspieler Reginald Kincaid, um diese auszufüllen. Während Watson die Fälle löst, genießt „Holmes“ den Ruhm des Detektivs und gibt sich eifrig seinen Leidenschaften – Frauen, Alkohol und Glücksspiel – hin. Im Laufe eines neu abgeschlossenen Falles bemerkt Watson, dass ihn weder Presse, Polizei noch Sherlock Holmes’ Fans beachten und ernst nehmen. Zornig über die offensichtlich blinde Verehrung des Publikums für Sherlock Holmes, einer Kunstfigur, die Watson erfand, feuert er Kincaid, um in Zukunft die Anerkennung für die gelösten Fälle rechtmäßig für sich alleine beanspruchen zu können.
Eines Tages werden aus der Bank von England Druckplatten der Fünf-Pfund-Banknoten gestohlen. Da die Volkswirtschaft des Vereinigten Königreichs in Gefahr ist, bietet Watson seine Dienste an. Doch die Regierung will nur dem „Meisterdetektiv“ Sherlock Holmes persönlich diesen heiklen Fall anvertrauen und ignoriert alle Einwände des neuen „Crime Doctors“, wie sich Watson selbst nennt, den Fall auch alleine lösen zu können. Watson sieht ein, dass ihm ohne die Leitfigur des Sherlock Holmes der Fall niemals übertragen werden würde. Fieberhaft sucht Watson nach Kincaid, der sich völlig pleite und betrunken in einer Bar herumtreibt. Watson entschuldigt sich und schafft es gerade noch rechtzeitig, Kincaid als Sherlock Holmes den Fall der verschwundenen Druckplatten übernehmen zu lassen.
Schnell stellt Watson fest, dass sein Erzrivale, der geniale Verbrecherkönig Professor Moriarty, hinter der Tat steckt. Bei einem Zusammenstoß im Hafen erschießt Moriarty vermeintlich Watson. Holmes sieht sich zum ersten Mal in der Notlage, ein echtes Verbrechen aufklären zu müssen, und erkennt, dass ohne die Analysen des genialen Watson Sherlock Holmes nur eine Rolle ist. Doch Holmes macht sich an die Aufgabe, das Verbrechen allein aufzuklären – und Moriarty ist der Einzige, der weiß, dass er nur ein Schauspieler ist.

## Kritiken
- Lexikon des internationalen Films: Höchst amüsante Weiterdichtung der Sherlock-Holmes-Legende in glänzender Besetzung, die beste Unterhaltung bietet.[2]